# Тарамов, Байали Махмудович
Тарамов Байали Махмудович (род. 25 марта 1988, Урус-Мартан, ЧИАССР) — российский боец смешанных боевых искусств. Главный тренер Чеченской Республики по ММА. Президент Федерации универсального боя.

## Биография
Байали Тарамов родился в городе Урус-Мартан 25 марта 1988 года. По национальности — чеченец. Окончил среднюю школу номер 2 в Алхан-Юртовском районе. В 2010 году поступил в Адыгейский Государственный Университет, который окончил в 2016 году, а после поступил в Пятигорске в Юридический Университет.

## Спортивная карьера
В 2000 году начал заниматься греко-римской борьбой получил звания КМС.

Был призёром кубка России многократным Чемпионом ЧР и Ингушетии по греко-римской борьбой.

В 2009 году начал заниматься тайским боксом под руководством Есиева Рамзана.

Тренерскую работу начал в 2010 году.

Воспитал более 20 мастеров спорта России и МСМК, а также воспитал много профессиональных бойцов, таких как:
- Эльжуркаев Амир
- Хатуев Мансур[4]
- Юнусов Халид
- Зулаев Асхаб
- Батукаев Саид-Магомед
- Сайдулаев Абдул-Малик
- Исрапилов Хасан
- Мазаев Гирихан
- Орца Сайдулаев
- Турпал Едилов
- Муслим Ибрагимов
- Магомед Байдуев
- Малик Термулаев
- Магомед Чурчаев
- Тапаев Саид-Магомед
- Тапаев Абдул-Керим

## Титулы и достижения
- Чемпион ЧР по боевому самбо
- Чемпион ЧР по Греко-римской борьбе
- Чемпион Международного турнира по ММА
- Серебряный призёр кубка России по Греко-римской борьбе
- Серебряный призёр кубка России по Ушу-Саньда
- Бронзовый призёр Чемпионата России по Кунфу-Саньда

## Таблица выступлений
| Боёв 5          | Побед 4 | Поражений 1 |
| --------------- | ------- | ----------- |
| Нокаутом        | 3       | 0           |
| Сдачей          | 1       | 1           |
| Решением        | 0       | 0           |
| Ничьи           | 0       | 0           |
| Не состоявшихся | 0       | 0           |

| Результат | Рекорд | Соперник              | Способ                                                 | Турнир                                   | Дата             | Раунд | Время | Место       | Примечание        |
| --------- | ------ | --------------------- | ------------------------------------------------------ | ---------------------------------------- | ---------------- | ----- | ----- | ----------- | ----------------- |
| Победа    | 4-1    | Дмитрий Гительман     | Техническим нокаутом (Spinning Back Elbow and Punches) | Champions Team Promotion CTP Fight Show  | 20 апреля 2018   | 1     | 2:07  | Воронеж     |                   |
| Победа    | 3-1    | Изнаур Чехкиев        | Нокаутом ()                                            | RFC Russian Fighting Championship        | 25 марта 2018    | 1     | 0:00  | Урус-Мартан |                   |
| Победа    | 2-1    | Мамед Коков           | Нокаутом ()                                            | RFC Bashlam Battle 12                    | 11 февраля 2018  | 1     | 0:00  | Урус-Мартан |                   |
| Победа    | 1-1    | Карен Тороян          | Сабмишном (удушение сзади)                             | Tech-Krep FC Prime Selection 14          | 29 апреля 2017   | 1     | 1:55  | Симферополь |                   |
| Поражение | 0-1    | Эдильбек Шакирмаматов | Сабмишном (удушение сзади)                             | Aikol FC 2 Aikol Fighting Championship 2 | 23 сентября 2016 | 1     | 4:26  | Москва      | Дебют в проф. ММА |